# Discografia de Hole
Esta é a discografia do Hole, uma banda de rock alternativo de Los Angeles. O Hole já lançou quatro álbuns de estúdio, uma compilação, três EPs e dezesseis singles.

## Álbuns de estúdio
| Ano                                                  | Detalhes do álbum                                                                                       | Melhores posições nas paradas | Melhores posições nas paradas | Melhores posições nas paradas | Melhores posições nas paradas | Melhores posições nas paradas | Melhores posições nas paradas | Melhores posições nas paradas | Melhores posições nas paradas | Melhores posições nas paradas | Melhores posições nas paradas | Certificações  |
| Ano                                                  | Detalhes do álbum                                                                                       | E.U.A.                        | AUS                           | AUT                           | CAN                           | CHE                           | FRA                           | GER                           | NLD                           | SWE                           | UK                            | Certificações  |
| ---------------------------------------------------- | --- | ----------------------------- | ----------------------------- | ----------------------------- | ----------------------------- | ----------------------------- | ----------------------------- | ----------------------------- | ----------------------------- | ----------------------------- | ----------------------------- | -------------- |
| 1991                                                 | Pretty on the Inside - Lançado: 17 de Setembro de 1991 - Gravadora: Caroline - Formatos: CD, CS         | —                             | —                             | —                             | —                             | —                             | —                             | —                             | —                             | —                             | 59                            |                |
| 1994                                                 | Live Through This - Lançado: 12 de abril de 1994 - Gravadora: DGC - Formatos: CD, CS                    | 52                            | 13                            | —                             | —                             | —                             | —                             | 39                            | 29                            | 22                            | 13                            | - EUA: Platina |
| 1998                                                 | Celebrity Skin - Lançado: 8 de setembro de 1998 - Gravadora: Geffen - Formatos: CD, CS, LP              | 9                             | 4                             | 15                            | 3                             | 26                            | 24                            | 21                            | 62                            | 10                            | 11                            | - EUA: Platina |
| 2010                                                 | Nobody's Daughter - Lançado: 23 de abril de 2010 - Gravadora: Mercury/Island Def Jam - Formatos: CD, DI | 15                            | 50                            | 45                            | 11                            | 37                            | 44                            | 61                            | —                             | 25                            | 46                            |                |
| "—" denota lançamentos que não entraram nas paradas. | |                               |                               |                               |                               |                               |                               |                               |                               |                               |                               |                |

## Compilações
| Ano  | Detalhes do álbum                                                                                     | UK |
| ---- | --- | -- |
| 1997 | My Body, the Hand Grenade - Lançado: 28 de outubro de 1997 - Gravadora: City Slang - Formatos: CD, LP | 82 |

## EPs
| 1995                                                 | Ask for It - Lançado: 8 de setembro de 1995 - Gravadora: Caroline - Formatos: CD, CS, LP                       | 172 |
| 1997                                                 | The First Session - Lançado: 26 de agosto de 1997 - Gravadora: Sympathy for the Record Industry - Formatos: CD | —   |
| "—" denota lançamentos que não entraram nas paradas. | |     |

## Singles
| 1990                                                 | "Retard Girl"           | —  | —  | —  | —  | —  | —  | —  | —  | —  | —  | Singles sem álbum                   |
| 1991                                                 | "Dicknail"              | —  | —  | —  | —  | —  | —  | —  | —  | —  | —  | Singles sem álbum                   |
| 1991                                                 | "Teenage Whore"         | —  | —  | —  | —  | —  | —  | —  | —  | —  | —  | Pretty on the Inside                |
| 1993                                                 | "Beautiful Son"         | —  | —  | —  | —  | —  | —  | —  | —  | —  | 54 | Single sem álbum                    |
| 1994                                                 | "Miss World"            | —  | 13 | —  | —  | —  | —  | —  | —  | —  | 64 | Live Through This                   |
| 1994                                                 | "Doll Parts"            | 58 | 4  | —  | —  | 28 | 45 | —  | —  | —  | 16 | Live Through This                   |
| 1995                                                 | "Asking for It"         | —  | 36 | —  | —  | —  | —  | —  | —  | —  | —  | Live Through This                   |
| 1995                                                 | "Violet"                | —  | 29 | —  | —  | —  | —  | 45 | —  | —  | 17 | Live Through This                   |
| 1995                                                 | "Softer, Softest"       | —  | 32 | —  | —  | —  | —  | —  | —  | —  | —  | Live Through This                   |
| 1996                                                 | "Gold Dust Woman"       | —  | 31 | —  | —  | —  | —  | —  | —  | —  | —  | The Crow: City of Angels soundtrack |
| 1998                                                 | "Celebrity Skin"        | 85 | 1  | 4  | 24 | —  | 64 | —  | 33 | 43 | 19 | Celebrity Skin                      |
| 1998                                                 | "Malibu"                | 81 | 3  | 16 | 11 | —  | —  | —  | 38 | —  | 22 | Celebrity Skin                      |
| 1999                                                 | "Awful"                 | —  | 13 | —  | 44 | —  | —  | —  | —  | —  | 42 | Celebrity Skin                      |
| 2000                                                 | "Be a Man"              | —  | —  | —  | —  | —  | —  | —  | —  | —  | —  | Any Given Sunday soundtrack         |
| 2010                                                 | "Skinny Little Bitch"   | —  | 19 | 29 | —  | —  | —  | —  | —  | —  | —  | Nobody's Daughter                   |
| 2010                                                 | "Pacific Coast Highway" | —  | —  | —  | —  | —  | —  | —  | —  | —  | —  | Nobody's Daughter                   |
| 2010                                                 | "Letter to God"         | —  | —  | —  | —  | —  | —  | —  | —  | —  | —  | Nobody's Daughter                   |
| "—" denota lançamentos que não entraram nas paradas. |                         |    |    |    |    |    |    |    |    |    |    |                                     |

## Miscelânea
| Ano  | Canção                           | Álbum                                                                                   | Comentários |
| ---- | -------------------------------- | --------------------------------------------------------------------------------------- | --- |
| 1992 | "Dicknail"                       | Revolution Come and Gone                                                                | Aparece em "Dicknail" |
| 1994 | "Beautiful Son"                  | DGC Rarities, Vol. 1                                                                    | Aparece em "Beautiful Son" |
| 1994 | "Rock Star" (versão alternativa) | Jabberjaw Compilation: Good to the Last Drop                                            | Essa canção na verdade se chama "Olympia", mas está aqui como "Rock Star" para remeter ao erro de impressão do Live Through This, no qual ela foi chamada de "Rock Star" |
| 1995 | "Drown Soda"                     | Tank Girl                                                                               | Aparece em Ask For It and My Body, the Hand Grenade |
| 1996 | "Gold Dust Woman"                | Crow/Crow: City of Angels                                                               | Cover da canção de 1977 do Fleetwood Mac. Aparece em "Gold Dust Woman" e em The Crow: City of Angels                                                                     |
| 1996 | "Gold Dust Woman"                | The Crow: City of Angels                                                                | Cover da canção de 1977 do Fleetwood Mac. Aparece em "Gold Dust Woman" e em The Crow: City of Angels                                                                     |
| 1997 | "Dicknail"                       | Nowhere                                                                                 | Aparece em "Dicknail" |
| 1998 | "Phonebill Song"                 | Their Sympathetic Majesties Request: A Decade of Obscurity and Obsolescence (1988–1998) | Aparece em The First Session e em My Body, The Hand Grenade |
| 1999 | "Retard Girl"                    | Alright, This Time Just the Girls                                                       | Aparece em "Retard Girl" |
| 1999 | "Heaven Tonight"                 | Never Been Kissed                                                                       | Do "Celebrity Skin" |
| 1999 | "Doll Parts" (live)              | The Best of KROQ's Almost Acoustic Christmas                                            | Versão ao vivo da canção do Live Through This |
| 1999 | "Best Sunday Dress"              | Much at Edgefest 1999                                                                   | Aparece em "Celebrity Skin" e na edição japonesa de Celebrity Skin |
| 2000 | "Be a Man"                       | Any Given Sunday                                                                        | Aparece em "Be a Man" e na versão limpa da mesma faixa |
| 2000 | "It's All Over Now, Baby Blue"   | Crow: Salvation                                                                         | Cover da canção de 1965 de Bob Dylan, também aparece em algumas edições de "Malibu"                                                                                      |
| 2009 | "Violet"                         | Jennifer's Body                                                                         | Aparece no Live Through This |

## Videoclipes
| Ano  | Título                        | Diretor(es)                    |
| ---- | ----------------------------- | ------------------------------ |
| 1992 | "Garbadge Man"                |                                |
| 1994 | "Miss World"                  | Sophie Muller                  |
| 1994 | "Doll Parts"                  | Samuel Bayer                   |
| 1995 | "Violet"                      | Mark Seliger and Fred Woodward |
| 1995 | "Softer, Softest" (Unplugged) | Milton Lage                    |
| 1996 | "Gold Dust Woman"             | Matt Mahurin                   |
| 1998 | "Celebrity Skin"              | Nancy Bardawil                 |
| 1998 | "Malibu"                      | Paul Hunter                    |
| 1999 | "Awful"                       | Jeff Richter                   |
| 2000 | "Be a Man"                    | Joseph Kahn and Joe Rey        |
| 2011 | "Samantha"                    | Alphan Eseli                   |